# Southern League
Southern League es una liga de béisbol profesional de Estados Unidos que opera al sureste de ese país. Forma parte de las Ligas Menores, categoría Doble A. Cada equipo está afiliado a otro de las Grandes Ligas con el fin de fomentar el desarrollo de beisbolistas para el posterior ingreso a las mayores.

## Historia
La liga original surgió en 1885 con franquicias localizadas en ocho ciudades, Atlanta, Augusta, Birmingham, Chattanooga, Columbus, Macon, Memphis y Nashville, pero ésta desapareció en 1899. 
En 1901 nace la Southern Association que también agrupó ocho franquicias, entre los jugadores más importantes que vieron acción en esa liga se encontraban, Luis Aparicio, Harmon Killebrew, Rogers Hornsby, Joe Jackson, Burleigh Grimes y Pie Traynor, entre otros. En la década de 1950 la liga mantuvo su popularidad pero al finalizar comenzó a sufrir reveses económicos conduciendo al fin de la liga en 1961, después de 61 temporadas consecutivas.
Al mismo tiempo que la Southern Association se desarrolló otra liga, la South Atlantic League, también llamada "Sally League", fundada en 1904 como liga Clase C, compuesta por seis equipos. En 1921 es elevada a Clase B y en 1946 a Clase A, sin embargo, su funcionamieto se vio paralizado entre 1931 y 1936 por la crisis económica generada por la Gran Depresión. En 1963 se promovió la liga a la categoría Doble A, un año después en 1964 se decidió renombrar la liga como Southern League.
En 2005 se decidió cambiar las divisiones Este y Oeste, para renombrarlas como Norte y Sur.

## Equipos actuales
| División | Equipo                    | Afiliación en MLB    | Ciudad                 | Estadio                          | Capacidad |
| -------- | ------------------------- | -------------------- | ---------------------- | -------------------------------- | --------- |
| Norte    | Birmingham Barons         | Chicago White Sox    | Hoover, Alabama        | Regions Field                    | 10,800    |
| Norte    | Chattanooga Lookouts      | Cincinnati Reds      | Chattanooga, Tennessee | AT&T Field                       | 6,340     |
| Norte    | Jackson Generals          | Arizona Diamondbacks | Jackson, Tennessee     | The Ballpark at Jackson          | 6,000     |
| Norte    | Rocket City Trash Pandas  | Los Angeles Angels   | Madison, Alabama       | Toyota Field                     | 7,000     |
| Norte    | Tennessee Smokies         | Chicago Cubs         | Kodak, Tennessee       | Smokies Park                     | 6,412     |
| Sur      | Biloxi Shuckers           | Milwaukee Brewers    | Biloxi, Misisipi       | MGM Park                         | 6,076     |
| Sur      | Jacksonville Jumbo Shrimp | Miami Marlins        | Jacksonville, Florida  | Baseball Grounds of Jacksonville | 11,000    |
| Sur      | Mississippi Braves        | Atlanta Braves       | Pearl, Misisipi        | Trustmark Park                   | 7,500     |
| Sur      | Montgomery Biscuits       | Tampa Bay Rays       | Montgomery, Alabama    | Montgomery Riverwalk Stadium     | 7,000     |
| Sur      | Pensacola Blue Wahoos     | Minnesota Twins      | Pensacola, Florida     | Pensacola Bayfront Stadium       | 5,000     |

## Historial
| - 1964 Lynchburg - 1965 Columbus - 1966 Mobile - 1967 Birmingham - 1968 Asheville - 1969 Charlotte - 1970 Columbus - 1971 Charlotte - 1972 Montgomery - 1973 Montgomery - 1974 Knoxville - 1975 Montgomery - 1976 Montgomery - 1977 Montgomery - 1978 Knoxville - 1979 Nashville |  | - 1980 Charlotte - 1981 Orlando - 1982 Nashville - 1983 Birmingham - 1984 Charlotte - 1985 Huntsville - 1986 Columbus - 1987 Birmingham - 1988 Chattanooga - 1989 Birmingham - 1990 Memphis - 1991 Orlando - 1992 Greenville - 1993 Birmingham - 1994 Huntsville - 1995 Carolina |  | - 1996 Jacksonville - 1997 Greenville - 1998 Mobile - 1999 Orlando - 2000 West Tenn - 2001 Jacksonville y Huntsville - 2002 Birmingham - 2003 Carolina - 2004 Mobile y Tennessee - 2005 Jacksonville - 2006 Montgomery - 2007 Montgomery - 2008 Montgomery - 2009 Chattanooga - 2010 Montgomery - 2011 Mobile - 2012 Mobile - 2013 Birmingham - 2014 Jacksonville |